# Estadio Palogrande
Het Estadio Palogrande is een multifunctioneel stadion in de Colombiaanse stad Manizales, de hoofdstad van het departement Caldas. Het is de thuishaven van voetbalclub Once Caldas.
Het stadion werd geopend op 30 juli 1994 met de wedstrijd tussen Once Caldas en het Braziliaanse Cruzeiro, die de ploeg uit Belo Horizonte met 5-2 won. Het complex verving het in 1936 opgeleverde en in 1992 afgebroken Estadio Fernando Londoño y Londoño, dat plaats bood aan 16.000 toeschouwers. De capaciteit van het Estadio Palogrande bedraagt 43.550 zitplaatsen sinds de renovatie in 2001.
Het stadion was gastheer van twee wedstrijden bij de strijd om de Copa América 2001. In 2011 was het Estadio Palogrande een van de acht stadions tijdens het WK voetbal onder 20.

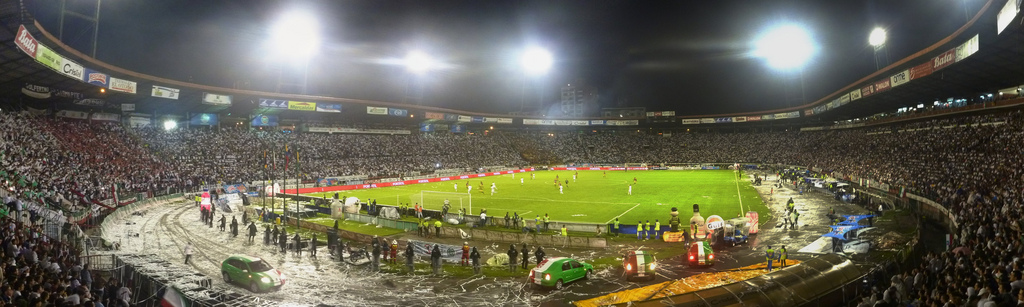
Panorama over Estadio Palogrande